# Semiothisa diplotata
Semiothisa diplotata là một loài bướm đêm trong họ Geometridae.